# Campo Coloniale
Il Coloniale fu un impianto sportivo di Siracusa, ubicato in Via Augusto Von Platen. Nello stadio venivano disputati gli incontri interni calcistici del Circolo Sportivo Tommaso Gargallo.

## Storia
L'impianto venne inaugurato nel mese di aprile del 1924. La struttura ospitò la formazione aretusea Circolo Sportivo Tommaso Gargallo dal 1924 al 1930 in due campionati di Seconda Divisione (antesignana dell'odierna Serie B) e numerosi campionati di Seconda/Prima Divisione, allora terzo livello del campionato italiano di calcio. Fu abbandonato nell'ottobre del 1932, quando fu inaugurato il più moderno e capiente Stadio Vittorio Emanuele III, e demolito poco tempo dopo. 
La prima vittoria del Tommaso Gargallo al Coloniale fu un 1-0 in un derby contro il Megara, formazione di Augusta.